# Дуфунское каноэ

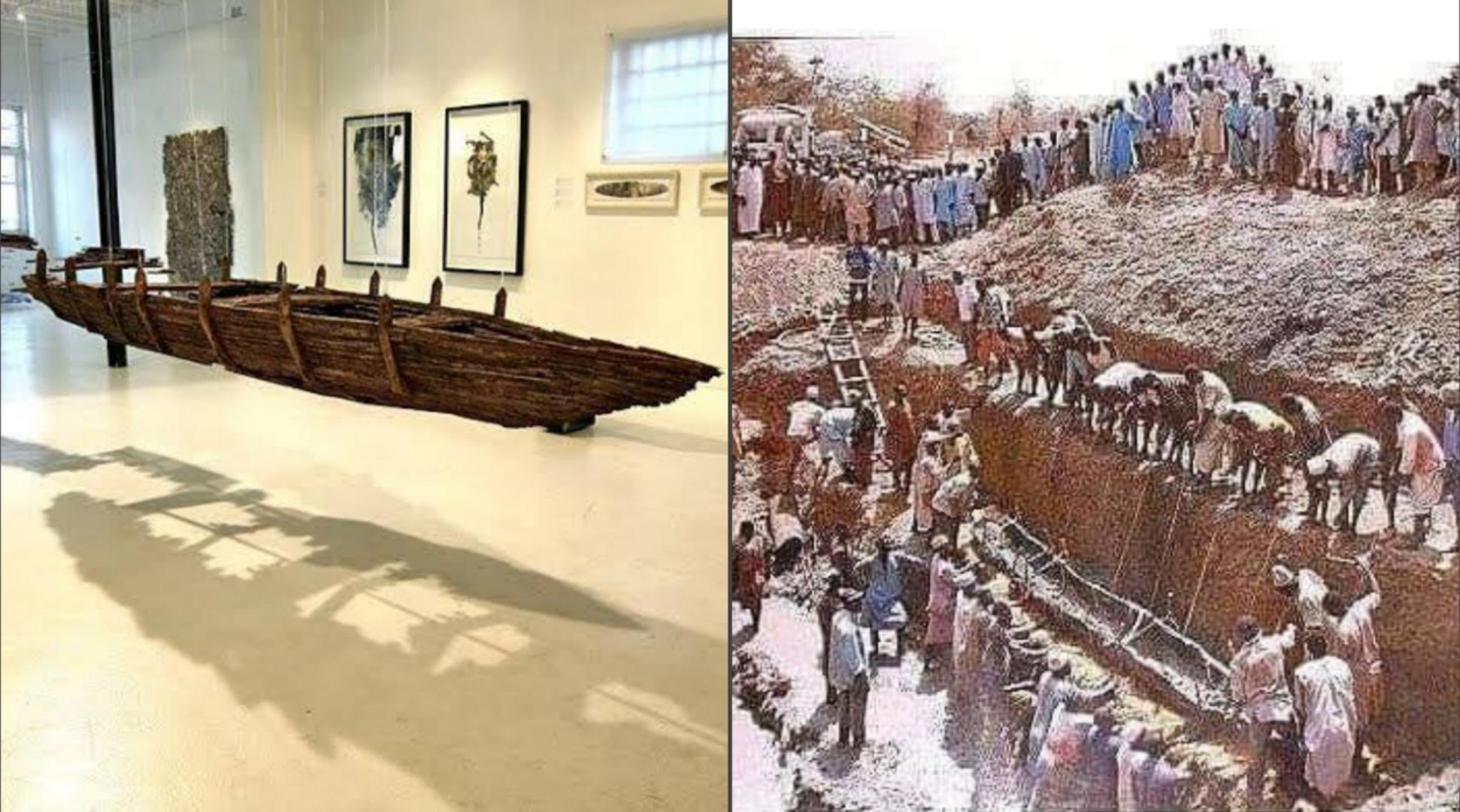
Дуфунское каноэ в музее (слева) и его раскопки (справа).

Дуфунское каноэ — выдолбленная лодка, обнаруженная в 1987 году фуланийским пастухом, перегонявшим крупный рогатый скот в пяти километрах от Дуфуны, деревни в районе местного управления Фуне, штат Йобе, Нигерия. Радиоуглеродное датирование оценило её возраст в 8—8,5 тысяч лет. Находится в Национальном музее в Даматуру, Нигерия.
Каноэ обнаружил 4 мая 1987 года Маллам Яу (Ya’u), пастух крупного рогатого скота из племени фулани, в деревне Дуфуна, которая находится между Потискумом и Гашуа, в штате Йобе. Он копал колодец и ударился о твердый предмет на глубине 4,5 метра. Он сообщил о находке старосте своей деревни. В 1989 и 1990 годах Университет Майдугури провёл первоначальное исследование объекта, чтобы установить, является ли предмет лодкой, а также взял образцы древесины для радиоуглеродного датирования. Позже, в рамках совместного исследовательского проекта, финансируемого Франкфуртским университетом и Майдугури, профессора Питер Бройниг и Гарба Абубакар вернулись на место обнаружения и взяли дополнительные образцы древесины, идентификацией и датированием которых занимались уже две немецкие лаборатории.
В 1994 году на месте обнаружения группа археологов из Германии и Нигерии провела дополнительные раскопки и в течение 50 дней, руками 50 рабочих, извлекла из земли останки каноэ длиной 8,4 м, шириной 0,5 м и толщиной в 5 см. Изделие лежало на песчаном дне, но между ним и поверхностью находились слои глины, которые и защитили его от разложения в бескислородной среде. Осмотр долблёнки показал, что нос и корма были искусно обработаны «топороподобными и бифасиальными инструментами микролитического вида». По мнению Бройнинга, такое мастерское изделие не могло быть новой для его строителей конструкцией и говорит о длительном развитии судостроения.
Радиоуглеродное датирование древесины лодки и найденного вблизи древесного угля показало результаты в 6556-6388 и 6164-6005 годы до н. э., что делает данное изделие самой древней долблёнкой в Африке и второй по древности в мире (после каноэ из Пессе, Нидерланды). Вероятно, оно было создано в рамках давней традиции изготовления лодок и использовалось для рыбной ловли вдоль реки Комадугу-Гана. Возможно, оно было построено представителями группы населения, занимавшей территорию от западного региона Сахары, до Нила в центральном Судане и северного региона Кении. Нельзя исключать, что эта лодка плавала по озеру Чад, поскольку в своём более позднем исследовании американская научная группа пришла к выводу, что данное озеро ранее было на 95 % больше, чем сейчас, и вполне вероятно, что деревня находится там, где раньше была его пойма.